# Церковь св. Лаврентия на горах
Храм Святого Лаврентия на горах (итал. Chiesa di San Lorenzo ai Monti) — церковь в Риме около Форума Траяна, освященная в честь святого архидиакона Лаврентия.

## История
В булле Папы Папы Иннокентия III от 1199 года храм упоминается среди других церковных владений принадлежавших приходу святых Сергия и Вакха на Римском форуме.
Папа Сикст V назначил ей содержание от дохода, полученного от разрушенной церкви Сан-Николо̀-де-Маселло.
В 1704 году церковь была передана конгрегации Благочестивых тружеников сельских катехизаторов (итал. Pii operai catechisti rurali), которые покинули ее в 1732 году и перебрались в церковь Сан-Джузеппе алла Лунгара (итал. Chiesa di San Giuseppe alla Lungara).
Храм стал приходским.

## Храм в историиРусского апостолата
С 1910 году церковь была передана для нужд русского католической общины византийского обряда. На ее переустройство и благоукрашение много жертвовал митрополит УГКЦ Андрей (Шептицкий). Богослужения в этом храме совершались строго по российским традициям и обычаям, в субботу служилась вечерня, в воскресные и праздничные дни – утреня и две Божественные литургии.
В 1911 году община создала Братство в честь святого князя Владимира.
Настоятелем с 1910 года служил протоиерей Сергий Веригин.
2 февраля 1930 года здесь состоялось присоединение к католичеству настоятеля русского православного студенческого прихода в Лувене священника Георгия Цебрикова.
С 1931 года храм становится кафедральным  для епископа Петра Бучис, Апостольского визитатора для русских католиков в диаспоре, службы в это время в храме стали совершаться ежедневно. 
Журнал иезуитов восточного обряда в Вильно «К соединению» писал в 1932 году:

Русской была эта церковь в первые времена своей жизни, такой она и умерла… русский челн плывущий за путеводной ладьей Петровой, был выброшен на рифы «латиностремительной» Сциллы или был затянут в пучину «византоворотной» Харибды— Русская вселенская церковь св. Лаврентия в Риме // К соединению: Русский католический журнал. Вильно: Издание Дружества Иисусова, №7-8, 1932. с.35.
В 1933 году - разрушен в результате строительных работ по расширению улицы Виа деи Фори Империали. Литургическая активность русского апостолата в Риме была перенесена в храм Святого Антония Великого.

## Святыни
В храме посвященном святому первомученику и архидиакону Лаврентию хранилась серебряная урна с частью пепла от его сожженного тела.